# Оливейра-ду-Дору (Синфайнш)
Оливейра-ду-Дору (порт. Oliveira do Douro) — район (фрегезия) в Португалии, входит в округ Визеу. Является составной частью муниципалитета Синфайнш. По старому административному делению[какому?] входил в провинцию Дору-Литорал. Входит в экономико-статистический субрегион Тамега, который входит в Северный регион. Население составляет 1785 человек на 2001 год. Занимает площадь 12,40 км².